# Psychomorpha epimenis
Psychomorpha epimenis is een vlinder uit de familie van de uilen (Noctuidae). De wetenschappelijke naam van de soort is voor het eerst geldig gepubliceerd in 1780 door Drury.